# 롭 램지
롭 램지(Rob Ramsay, 1986년 9월 2일 ~ )는 캐나다의 배우이다.

## 출연 작품

### 영화
- Cell 213 (2010)
- Patch Town (2011) - 단편
- Patch Town (2014)
- 블루 마운틴 스테이트: 더 라이즈 오브 사드랜드 (2016)

### 텔레비전
- 에런 스톤 (2010)